# Earl of Danby

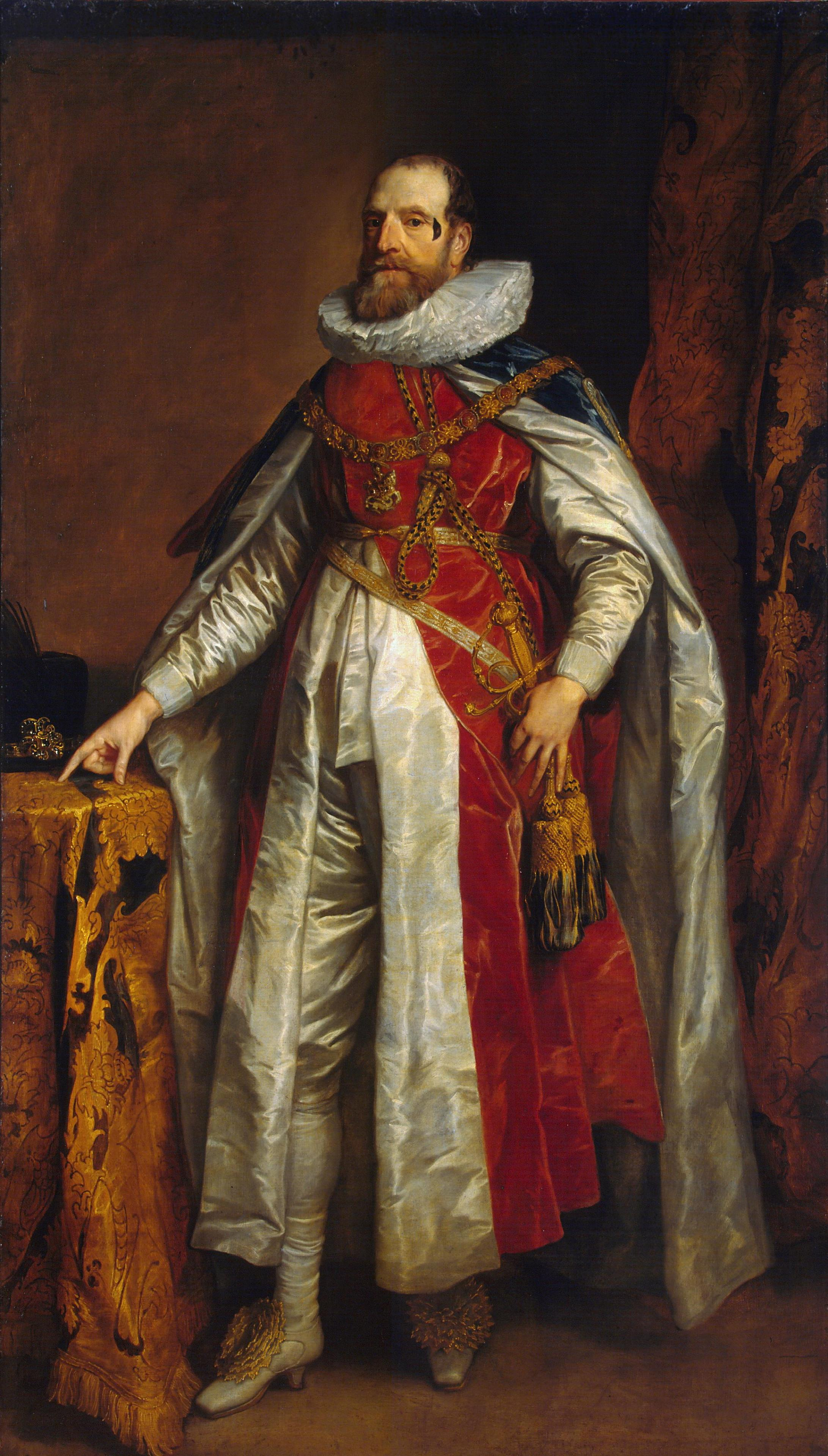
Henry Danvers, 1. Earl of Danby

Earl of Danby war ein erblicher britischer Adelstitel, der zweimal in der Peerage of England verliehen wurde.

## Verleihungen
Erstmals wurde der Titel am 1. Februar 1626 für den General und Staatsmann Henry Danvers, 1. Baron Danvers geschaffen. Er war bereits am 21. Juli 1603, ebenfalls in der Peerage of England, zum Baron Danvers, of Dauntsey in the County of Wiltshire, erhoben worden. Beide Titel erloschen bereits am 29. Januar 1644, als der Earl unverheiratet und kinderlos starb.
In zweiter Verleihung wurde der Titel am 27. Juni 1674 für Thomas Osborne, 1. Viscount Latimer, neugeschaffen. Dieser war ein Großneffe des Earls erster Verleihung. 1689 wurde er auch zum Marquess of Carmarthen und 1694 auch zum Duke of Leeds erhoben. Das Earldom war seither ein nachgeordneter Titel des jeweiligen Dukes und erlosch schließlich beim kinderlosen Tod des 12. Dukes am 20. März 1964.

## Liste der Earls of Danby

### Earls of Danby, erste Verleihung (1626)
- Henry Danvers, 1. Earl of Danby (1573–1644)

### Earls of Danby, zweite Verleihung (1674)
- Thomas Osborne, 1. Duke of Leeds, 1. Earl of Danby (1632–1712)
- Peregrine Osborne, 2. Duke of Leeds, 2. Earl of Danby (1659–1729)
- Peregrine Osborne, 3. Duke of Leeds, 3. Earl of Danby (1691–1731)
- Thomas Osborne, 4. Duke of Leeds, 4. Earl of Danby (1713–1789)
- Francis Osborne, 5. Duke of Leeds, 5. Earl of Danby (1751–1799)
- George Osborne, 6. Duke of Leeds, 6. Earl of Danby (1775–1838)
- Francis D’Arcy-Osborne, 7. Duke of Leeds, 7. Earl of Danby (1798–1859)
- George Osborne, 8. Duke of Leeds, 8. Earl of Danby (1802–1872)
- George Osborne, 9. Duke of Leeds, 9. Earl of Danby (1828–1895)
- George Osborne, 10. Duke of Leeds, 10. Earl of Danby (1862–1927)
- John Osborne, 11. Duke of Leeds, 11. Earl of Danby (1901–1963)
- Francis Osborne, 12. Duke of Leeds, 12. Earl of Danby (1884–1964)